# Historische methode
De historische methode is het geheel van technieken en toepassingen die door de historicus gebruikt worden om aan geschiedschrijving te doen, het beschrijven van de geschiedenis. De toepassing ervan kan echter verschillen.

## Heuristiek
Heuristiek is in de geschiedschrijving de leer van het vinden van historische bronnen. Dit is het begin van historisch onderzoek: bronnen verzamelen, of exacter gezegd: overblijfselen verzamelen en deze door historische vraagstelling omvormen tot bron.

## Uitwendige kritiek
Uitwendige kritiek kan misschien het best omschreven worden als het categoriseren van de gevonden bronnen. Zonder rekening te houden met de inhoud, worden de bronnen allereerst beoordeeld op uitwendige criteria, zoals herkomst, vorm, echtheid en oorspronkelijkheid.

### Herkomstkritiek
De herkomstkritiek stelt bij elke bron de vraag: wie? waar? wanneer? Men moet zien te achterhalen wie de auteur van de bron is en waar en wanneer de bron is gecreëerd. De gegevens die men hierdoor verkrijgt zijn belangrijk in de volgende stappen van het proces.

### Tekst- en herstellingskritiek
De tekst- en herstellingskritiek zijn twee methodes afkomstig uit de filologie, die ook in het historisch onderzoek worden gebruikt. Eerst moet men via de tekstkritiek trachten te achterhalen wat er van de oorspronkelijke tekst overblijft, om vervolgens via de herstellingskritiek te trachten de leemtes die er kunnen zijn in de tekst aan te vullen.

### Authenticiteits- of echtheidskritiek
De autheniticiteits- of echtheidskritiek stelt zich de vraag of de bron anders is dan ze zich voordoet of dat de onderzoekers zelf menen dat de bron iets anders is dan het in werkelijkheid is. Het gaat er dus om mogelijke vergissingen te vermijden. Gaat het om een bron uit die periode, of is het een werk uit een latere periode dat zich voordoet als een vroeger werk?

### Originaliteits- of oorspronkelijkheidskritiek
De originaliteits- of oorspronkelijkheidskritiek wil tot slot achterhalen in hoeverre de bron een origineel product is.

## Inwendige kritiek
Inwendige kritiek tracht aan de hand van de inhoud de bron te interpreteren: wat was het doel van onze bron?, en haar gezag te bepalen: wat is de waarde van de bron?.

### Interpretatiekritiek
Interpretatiekritiek tracht de bron te interpreteren aan de hand van haar inhoud. Men stelt zich bijvoorbeeld de vraag wat de bedoeling was van een tekst of een kunstwerk.

### Gezagskritiek
De gezagskritiek tracht te achterhalen wat de waarde van de bron is. Mogen we onze bron vertrouwen?

#### Informatie- of bevoegdheidskritiek
De informatie- of bevoegdheidskritiek tracht te achterhalen of de auteur van de bron in staat of bevoegd was om ons te informeren over bepaalde zaken.

#### Oprechtheidskritiek
De oprechtheidskritiek tracht te achterhalen of de auteur geen bijbedoelingen had bij het maken van de bron. Had men een verborgen agenda?

#### Controle van de bronnen
Als men heeft vastgesteld dat de auteur in staat of bevoegd was om op de hoogte te zijn van bepaalde zaken en oprecht blijkt te zijn, is het toch nog belangrijk de bron te controleren aan de hand van andere bronnen over hetzelfde onderwerp. Immers, iedereen kan zich weleens vergissen.

## Synthese
De historische synthese is als het ware de kroon op het werk. In deze laatste fase moet de historicus aan de hand van de door hem geanalyseerde bronnen trachten het verleden te reconstrueren en interpreteren. Gelukkig kan de historicus hierbij gebruikmaken van secundaire literatuur, dat zijn de werken van zijn voorgangers, om te zien wat anderen over de zaak dachten, om voor zichzelf een scherper beeld te kunnen vormen. De synthese wordt vervolgens uitgeschreven door de historicus, gebruikmakend van referenties.